# Экологическая тропа

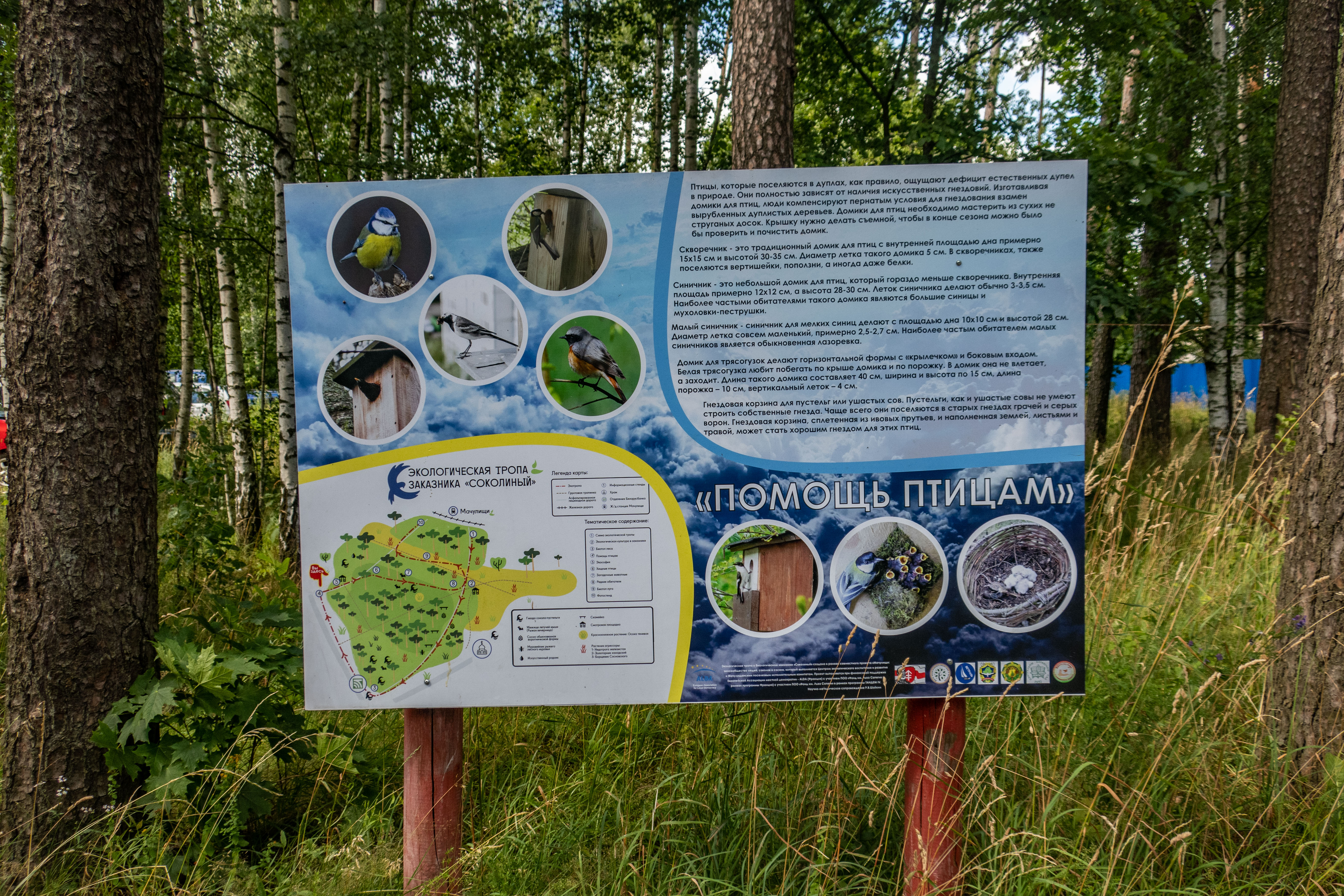
Информационная табличка с картой экологической тропы в заказнике «Соколиный» (Минский район)

Экологи́ческая тропа́ (учебно-туристическая тропа) — обустроенные и особо охраняемые прогулочно-познавательные маршруты, создаваемые с целью экологического просвещения населения через установленные по маршруту информационные стенды.
Обычно тропы прокладывают по зонам организованного туризма, национальных парков, ландшафтным заказникам.

### Воздушная экотропа наВДНХ
Экологическая тропа в Москве, длина составляет 474 метра; максимальная высота дорожки: 6,5 метра.